# ليونيل كارتر
ليونيل كارتر (بالإنجليزية: Lionel Carter)‏ هو سياسي أسترالي، ولد في 6 أكتوبر 1890، وتوفي في 1968. انتخب عضو الجمعية التشريعية لأستراليا الغربية.